# Kartidris
Kartidris is een geslacht van mieren uit de onderfamilie van de Myrmicinae (Knoopmieren).

## Soorten
- K. ashima Xu & Zheng, 1995
- K. fujianensis Wang, M., 1993
- K. galos Bolton, 1991
- K. matertera Bolton, 1991
- K. nyos Bolton, 1991
- K. sparsipila Xu, 1999